# Veliki Šenj
Veliki Šenj (en serbe cyrillique : Велики Шењ) est un village de Serbie situé dans la municipalité de  Stragari (Kragujevac), district de Šumadija. Au recensement de 2011, il comptait 331 habitants.

## Démographie
| 1948 | 1953 | 1961 | 1971 | 1981 | 1991 | 2002 | 2011 |
| ---- | ---- | ---- | ---- | ---- | ---- | ---- | ---- |
| 583  | 539  | 520  | 452  | 401  | 383  | 350  | 331  |

|  |